# Sydney International 2017
Die Sydney International 2017 im Badminton fanden vom 7. bis zum 10. September 2017 in Sydney statt.

## Sieger und Platzierte
| Disziplin    | Gold                                             | Silber                          | Bronze                                                      |
| ------------ | ------------------------------------------------ | ------------------------------- | ----------------------------------------------------------- |
| Herreneinzel | Lin Chun-yi                                      | Shiau Cheng-chen                | Buwenaka Goonethileka                                       |
| Herreneinzel | Lin Chun-yi                                      | Shiau Cheng-chen                | Su Li-yang                                                  |
| Dameneinzel  | Hung En-tzu                                      | Hsieh Yu-ying                   | Huang Yin-hsuan                                             |
| Dameneinzel  | Hung En-tzu                                      | Hsieh Yu-ying                   | Lin Sih-yun                                                 |
| Herrendoppel | Yohan Hadikusumo Wiratama Albertus Susanto Njoto | Chuang Pu-sheng Lin Yu-chieh    | Sachin Dias Buwenaka Goonethileka                           |
| Herrendoppel | Yohan Hadikusumo Wiratama Albertus Susanto Njoto | Chuang Pu-sheng Lin Yu-chieh    | Mohmed Misbun Misbun Shawal Muhammad Izzuddin Shamsul Muzli |
| Damendoppel  | Hung En-tzu Lin Jhih-yun                         | Wendy Chen Sylvinna Kurniawan   | Cheng Yu-pei Liang Chia-wei                                 |
| Damendoppel  | Hung En-tzu Lin Jhih-yun                         | Wendy Chen Sylvinna Kurniawan   | Chang Yen-ting Tseng Yu-chi                                 |
| Mixed        | Ye Hong-wei Teng Chun-hsun                       | Sawan Serasinghe Setyana Mapasa | Lee Chia-hao Lin Hsiang-ti                                  |
| Mixed        | Ye Hong-wei Teng Chun-hsun                       | Sawan Serasinghe Setyana Mapasa | Su Li-wei Li Zi-qing                                        |